# Secret Files 2: Puritas Cordis
Secret Files 2: Puritas Cordis (Geheimakte 2: Puritas Cordis) est un jeu vidéo d'aventure en pointer-et-cliquer sorti en 2009 sur PC, Wii, Nintendo DS. Il s'agit de la suite de Secret Files: Tunguska. La suite de Secret Files 2, intitulée Secret Files 3 : Code Archimède, est sortie en 2012.

## Synopsis
Nous retrouvons la même héroïne Nina Kalenkov du premier volet "Secret File", accompagnée par un prêtre et de son ex-petit ami, Max, enquêtant sur de nombreuses catastrophes naturelles, qui n'ont en fait rien de si naturels, mais qu'elles sont le fait d'une organisation secrète sans scrupule dénommée Puritas Cordis, annonçant la fin des temps. Réflexion, énigmes et intrigues croisées.

## Système de jeu
Le gameplay de Secret Files 2 : Puritas Cordis est le même que celui du premier volet "Secret Files" et des autres jeux du même genre (Syberia, Ni·Bi·Ru : Sur la piste des dieux Mayas…). Il s'agit d'un point & click, où le joueur se déplace à la troisième personne dans un univers fixe, mais souvent très détaillé.

## Bande-son
La musique du jeu a été réalisée par le studio externe Dynamedion GbR. L'artiste allemand Kofi Ansuhenne a aussi participé à la réalisation de ces musiques.
En mai 2009, la bande originale de la série Secret Files a été mise à disposition des joueurs sur support CD en Allemagne. L'album, paru sous le nom Geheimakte - Der Original Soundtrack, regroupe deux CD, dont le premier est la bande originale de Secret Files: Tunguska tandis que le second est la bande originale de Secret Files 2: Puritas Cordis. Ce second CD inclus cinq pistes « bonus », dont l'une est une version inédite du thème principal du jeu.

## Accueil
- Adventure Gamers : 4/5[9]
- Jeuxvideo.com : 16/20[10]